# Hypericum kotschyanum
Espèce
Classification APG III (2009)
Le millepertuis de Kotschy (Hypericum kotschyanum) est une espèce de plantes à fleurs de la famille des Hypericaceae originaire de Turquie.
Elle mesure de 10 à 20 centimètres et pousse sur des étendues gravillonneuses et des rochers calcaires entre 1800 et 2000 mètres d'altitude.